# پلهام (آلاباما)
پلهم (به انگلیسی: Pelham) شهری در شهرستان شلبی ایالت آلاباما است که مساحت آن ۱۰۲٫۳۸ کیلومتر مربع است و در سرشماری سال ۲۰۱۰ میلادی، ۲۱٬۳۵۲ نفر جمعیت داشته و تراکم جمعیتی آن، ۲۰۸٫۵۶ نفر در هر کیلومتر مربع بوده است.